# Kalifornischer Wacholder
Der Kalifornische Wacholder (Juniperus californica) ist eine Pflanzenart aus der Familie der Zypressengewächse (Cupressaceae).

## Beschreibung

### Habitus und Rinde

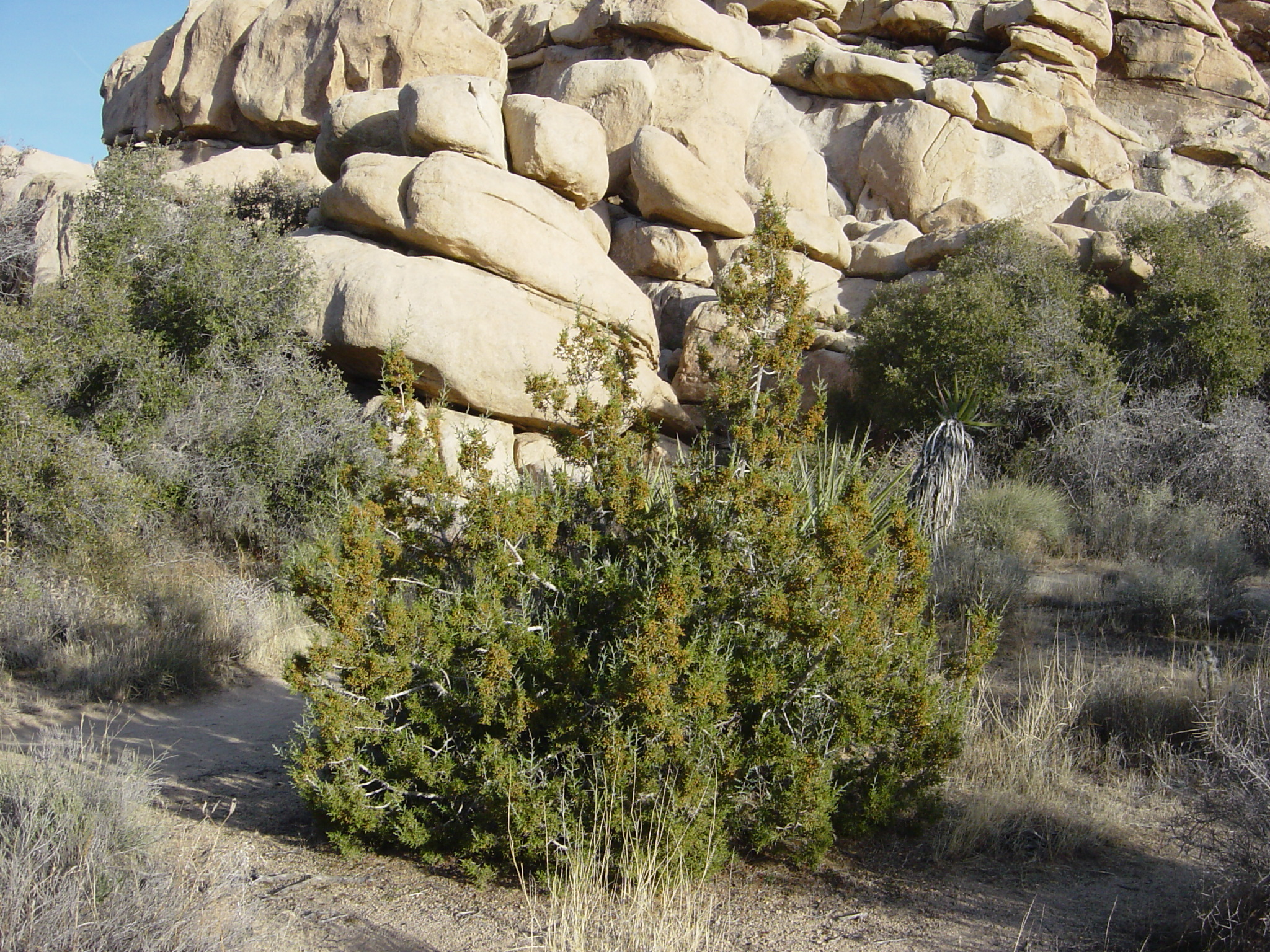
Strauchform

Je nach Standortbedingungen wächst der Kalifornische Wacholder als immergrüner Baum oder als Strauch. Als Baum erreicht er Wuchshöhen von maximal 12 Meter und besitzt meist einen geraden Stamm, der allerdings einen unregelmäßigen Querschnitt aufweist. Er erreicht Brusthöhendurchmesser von 30 bis 60 Zentimeter und besitzt eine kegelförmige Krone mit weit ausladenden Ästen. Die häufiger vorkommende Strauchform besitzt mehrere kräftige, unregelmäßig geformte und meist drehwüchsige Stämme. Sie besitzt eine breite und offene Krone. Die maximale Lebensdauer wird auf rund 250 Jahre geschätzt. 
Junge Zweige besitzen eine hell aschgraue, dünne und schuppige Rinde. Die relativ dünne und aschgrau gefärbte Borke der Altbäume besitzt rotbraune tiefere Schichten und sie löst sich in langen, lockeren und faserigen Streifen ab.

### Holz
Das hellbraune und etwas rötlich getönte Kernholz wird von einem schmalen fast weißen Splint umgeben. Das Holz ist weich, dichtfaserig und riecht aromatisch. Es ist leicht zu spalten und relativ spröde. Es ist selbst bei Bodenkontakt dauerhaft.

### Blätter
Jungbäume unterscheiden sich anhand der Benadelung von Altbäumen. Die Nadeln der Jungbäume sind steif und linear-lanzettlich geformt. Sie werden zwischen 0,6 und 1,2 Zentimeter lang und sind scharf zugespitzt. Die Nadeloberseite ist weißlich gefärbt. Die Nadeln der Altbäume sind dicker und schuppenförmig. Sie sind schwach gekielt und liegen eng am Zweig an. Die gelblich-grünen Nadeln besitzen knorpelig verdickte Ränder und werden zwischen 1,5 und 3 Millimeter lang. Nach 2 bis 3 Jahren verfärben sie sich braun und fallen ab.

### Blüten, Zapfen und Samen

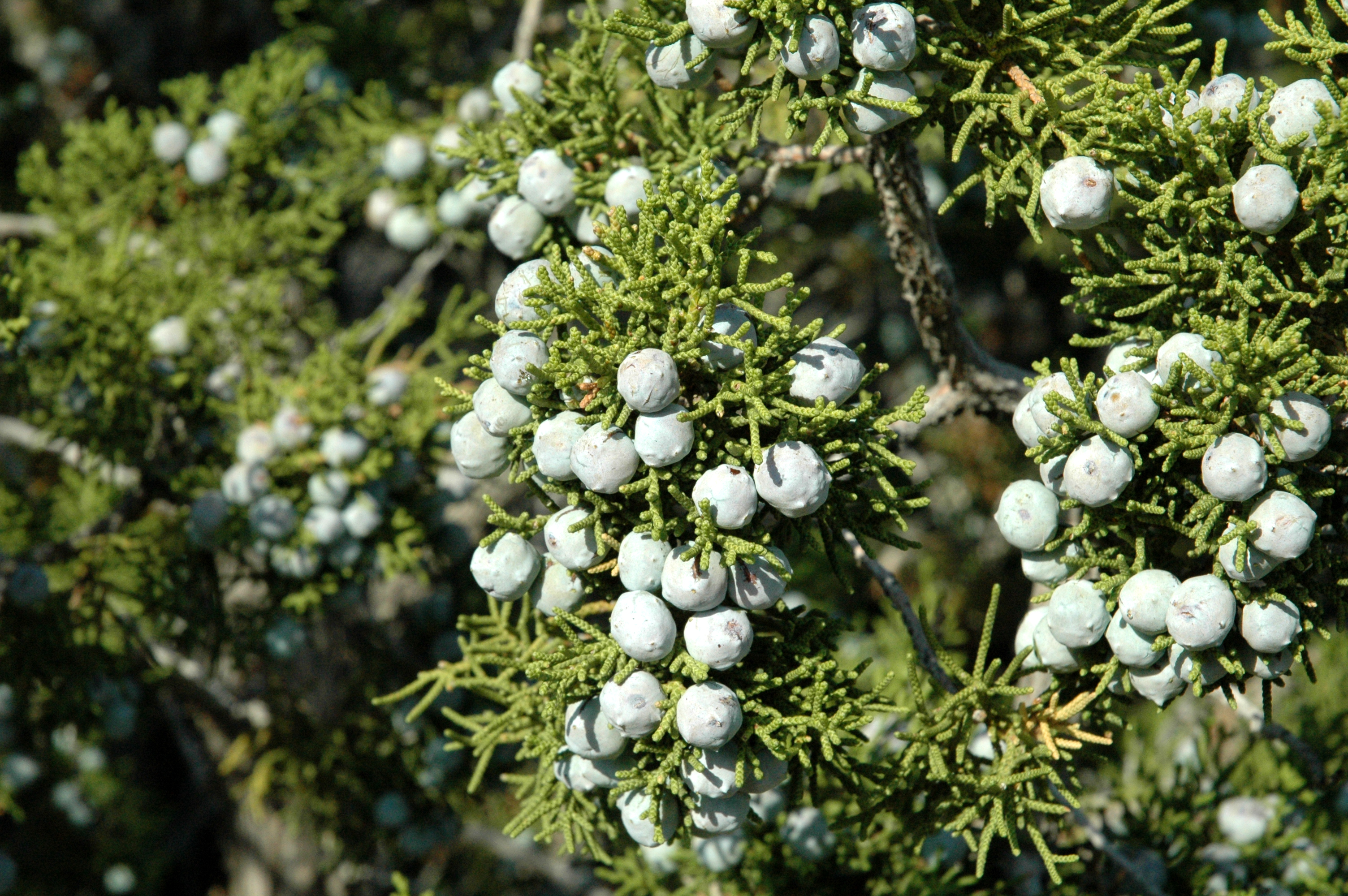
Zweige mit unreifen Beerenzapfen

Der Kalifornische Wacholder ist zweihäusig getrenntgeschlechtig (diözisch). Die männlichen Blüten besitzen 18 bis 20 Staubblätter, die in Dreiergruppen angeordnet sind. Die grünlichen weiblichen Blütenzapfen besitzen sechs zugespitzte Schuppenblätter, die später fleischig werden und zu einem Beerenzapfen verwachsen. Jedes der Schuppenblätter trägt ein bis zwei Samenanlagen. Die Blüten erscheinen im Frühjahr und erreichen im Sommer ihre volle Größe. Die Samen reifen im darauf folgenden Sommer. Die eiförmigen Beerenzapfen werden 1,2 bis 1,8 Zentimeter lang und 0,6 bis 1,2 Zentimeter breit. Sie sind anfangs bläulich und mit einer Wachsauflage versehen. Bei der Reife verfärbt sich die dünne Epidermis braun. Das „Fruchtfleisch“ der essbaren Beerenzapfen ist zur Reife trocken, faserig und mehlig, besitzt einen süßen Geschmack und ist harzfrei.
Jeder der Beerenzapfen enthält ein bis zwei ungeflügelte Samen. Die mit 0,6 bis 1,2 Zentimeter mehr oder weniger eiförmigen Samen sind etwas eckig und besitzen eine gerillte Oberfläche. Die Verbreitung der Samen erfolgt durch Vögel (Ornithochorie).

## Verbreitung und Standort

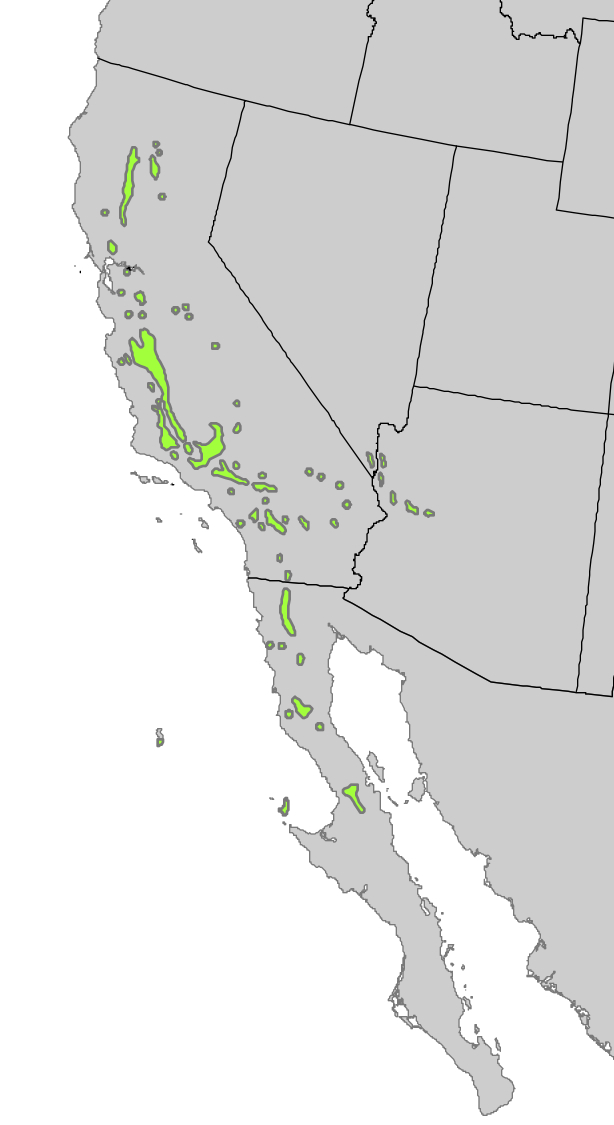
Verbreitungsgebiet

Das Verbreitungsgebiet des Kalifornischen Wacholders umfasst neben Kalifornien auch kleinere isolierte Bestände im Süden Nevadas und im Westen Arizonas. Sein Verbreitungsgebiet ist in Kalifornien in viele Einzelvorkommen aufgeteilt. Es erstreckt sich vom Shasta County im nördlichen Kalifornien bis in das nördliche Niederkalifornien im mexikanischen Bundesstaat Baja California und den diesem vorgelagerten Inseln Guadalupe und Isla de Cedros. Er kommt selbst in der Mojave-Wüste vor, wo die größten baumförmigen Exemplare wachsen sollen.
Der Kalifornische Wacholder ist eines der wenigen Gehölze, die extrem heiße und trockene Standorte, insbesondere Halbwüsten, besiedeln. Er kommt in Höhenlagen von 120 bis 2.000 Meter vor. An Begleitbaumarten werden der Einsamige Wacholder (Juniperus monosperma), der Utah-Wacholder (Juniperus osteosperma), die Mexikanische Pinyon-Kiefer (Pinus cembroides), die Einblättrige Kiefer (Pinus monophylla) und verschiedene Yucca-Arten wie die Josua-Palmlilie oder auch Josuabaum (Yucca brevifolia) genannt.

## Nutzung
Der Kalifornische Wacholder wird kaum wirtschaftlich genutzt. An der Ostseite der südlichen Coast Ranges und im Joshua-Tree-Nationalpark in der Nähe von Palm Springs stellt er einen wichtigen Erosionsschutz vor den wenigen, aber dafür heftigen Regenfällen dar. Indianer essen die rohen Beerenzapfen oder verbacken sie als Mehl. Das Holz dient als Brennmaterial und zur Herstellung von Zaunpfählen. Aus dem Kernholz wird selten ein ätherisches Öl gewonnen.

## Systematik
Die Beschreibung der Art Juniperus californica durch den französischen Botaniker Élie-Abel Carrière wurde 1854 veröffentlicht.
Der Kalifornische Wacholder wird innerhalb der Gattung Wacholder (Juniperus) der Untergattung Sabina und darin der Sektion Pachyphlaeoides zugeordnet. Die Arten dieser Sektion zeichnen sich durch fein gezähnte Blätter und durch die reifen Beerenzapfen, die keine blaue Farbe haben, aus. Als nahe verwandte Arten werden der Alligator-Wacholder (Juniperus deppeana), Juniperus flaccida und Juniperus pinchotii genannt. In anderen Quellen wird die Untergattung Sabina als Sektion definiert, die keine weitere Unterteilung zeigt. Ein Synonym für Juniperus californica Carr. ist Sabina californica (Carr.) Ant..

## Gefährdung und Schutzmaßnahmen
Der Kalifornische Wacholder wird von  der Weltnaturschutzunion IUCN in der Roten Liste gefährdeter Arten geführt, aber als nicht gefährdet („Least Concern“) bezeichnet. Diese Entscheidung wird damit begründet, dass die Art weit verbreitet ist in den trockeneren Habitaten Kaliforniens und der Bestand stabil ist. Es gibt Ausnahmen wie isolierte Subpopulationen insbesondere auf Guadalupe und Cedros in Baja California (wobei der Bestand auf Guadalupe sich wieder erholen kann, nachdem es dort keine Ziegen mehr gibt), diese waren aber zu geringfügig, um die globale Einschätzung als nicht gefährdet zu beeinflussen.
Der Bundesstaat Nevada in den Vereinigten Staaten von Amerika betrachtet den Kalifornischen Wacholder als gefährdete und daher zu schützende Art.